# Donna (pjesma)
Donna je veliki hit iz 1958. američkog rock glazbenika Ritchie Valensa kojeg je on skladao i otpjevao.
Donnu su prepjevali i drugi glazbenici, između ostalih glumac Johnny Crawford, 1962. i američki punk rock sastav The Misfits na njihovom albumu Project 1950, s pjesmama iz 1950-ih (2003.).
Donna je ljubavna pjesma napisana stvarnoj osobi, srednjoškolskoj ljubavi Ritchia Valensa; Donni Ludwig, danas znanoj kao Donna Fox.
Donna je bio drugi singl Ritchia Valensa, na kraju je pjesma s B strane ploče La Bamba, postala puno poznatija i vremenom daleko utjecajnija. Donna je jedan od svega tri singla koje je Valens uspio napraviti u svom kratkom životu, nakon Donne snimio je singl Fast Freight/Big Baby Blues ( Del-Fi 4111).

## Vanjske poveznice
- "Oh Donna Ritchie Valensa" s portala Great Songs  Arhivirana inačica izvorne stranice od 4. travnja 2010. (Wayback Machine)